# Publius Licinius Crassus Dives
Pour les articles homonymes, voir Publius Licinius Crassus.
Publius Licinius Crassus Dives (mort en -183) est un homme politique de la République romaine.

## Carrière
Son ascendance n'est pas claire. On ne connaît pas sa mère. On ne sait rien non plus de son enfance.
En 212 av. J.-C., il est élu pontifex maximus jusqu'à sa mort, alors que les deux autres candidats, Titus Manlius Torquatus (un patricien) et Quintus Fulvius Flaccus (un plébéien), sont déjà censeurs et plus expérimentés et âgés que lui. Il est le troisième détenteur plébéien de cette haute prêtrise et le restera pendant près de 30 ans, jusqu'à sa mort.
En 211 av. J.-C., comme aedilis curulis il organise des jeux magnifiques.
En 210 av. J.-C., il est censeur et donne sa démission à la mort de son collègue censeur, sans avoir commencé la moindre réforme (lustrum). En 208 av. J.-C., il est préteur.
En 205 av. J.-C., comme consul, il bloque Hannibal Barca dans le sud de l'Italie (le Bruttium), ce qui n'empêche pas Hannibal de le battre. Étant malade, il demande que soit nommé un dictateur pour poursuivre la guerre.
En 204 av. J.-C., il est nommé préfet par le sénat ; cette fois-ci, c'est lui qui bat Hannibal.
Grâce à ses connaissances dans la jurisprudence il était très respecté. Son décès en 183 av. J.-C. a été célébré avec faste (repas pour le peuple, jeux).